# Challes-la-Montagne
Challes-la-Montagne – miejscowość i gmina we Francji, w regionie Owernia-Rodan-Alpy, w departamencie Ain.

## Demografia
Według danych na styczeń 2012 r. gminę zamieszkiwało 186 osób, a gęstość zaludnienia wynosiła 24,3 osób/km².